# Fliegentöter
Der Fliegentöter (Entomophthora muscae, Syn.: Empusa muscae) ist eine Pilzart aus der Ordnung der Fliegentöterpilzartigen (Entomophthorales). Er ist ein Krankheitserreger, der unter anderem die in Mitteleuropa heimische Stubenfliege (Musca domestica) befällt.

## Beschreibung
Befallene Fliegen weisen einen aufgedunsenen Hinterleib auf, der nach dem Hervorbrechen der Pilzfruchtkörper verschimmelt wirkt. Meist bildet sich um tote Fliegen herum auch ein weißlicher Hof aus Pilzsporen.
Das Myzel liegt schlauchförmig im Tierkörper, oft ist es aber in hefeartige Teilstücke zerfallen. Die Hyphen bestehen aus ellipsoiden oder kugeligen Hyphenzellen, die 24–54 × 17–41 µm groß sind. Jede Hyphenzelle enthält 10–24 Zellkerne.
Der Sporenträger ist unseptiert und keulenförmig mit je einer Angiokonidie am Scheitel. Er enthält zwischen 10 und 27 Zellkerne. Die primären Konidien sind rundlich und haben eine breite Basis. Sie sind 27–31 × 20–24 µm groß und werden von den Sporenträgern abgeschleudert, wodurch ein weißer Hof um die tote Fliege herum entsteht. Die primären Konidien können ohne Tierkontakt nach Ausbildung eines kurzen Keimschlauchs sekundäre Konidien bilden. Diese sekundären Konidien sind mit 19–24 × 15–19 µm etwas kleiner.

## Verbreitung
Der Fliegentöter ist weltweit in den gemäßigten Zonen verbreitet. Die Art ist nicht selten.

## Lebenszyklus

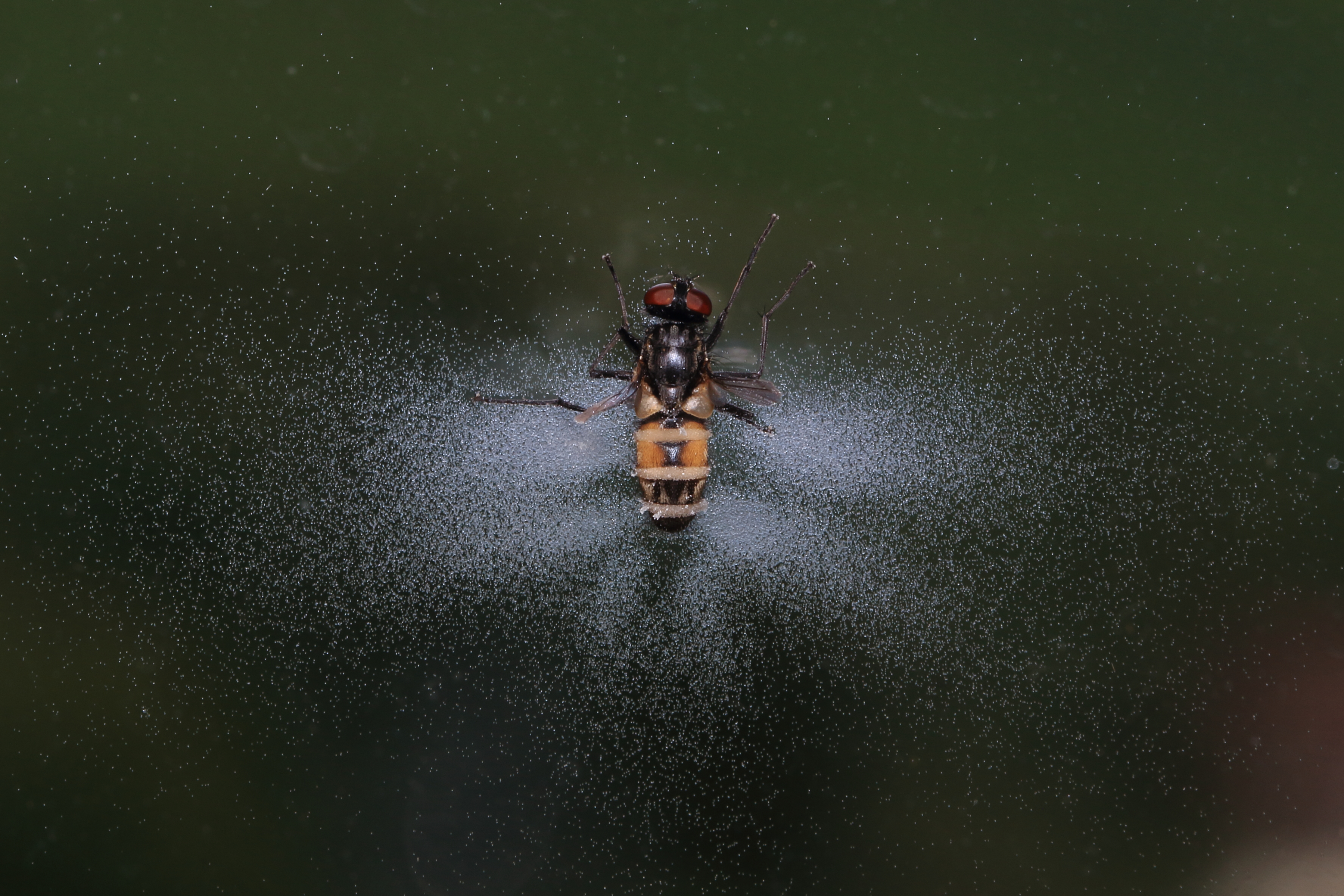
Stubenfliege nach Befall und Verbreitung der Sporen

Konidien, die auf dem Körper einer Fliege landen, keimen dort binnen einiger Stunden und durchwachsen ihr Außenskelett. Die Fliegen können sowohl durch primäre als auch durch sekundäre Konidien infiziert werden, in der Praxis geschieht dies aber hauptsächlich durch sekundäre Konidien. Sobald der Pilz das Körperinnere erreicht hat, ernährt er sich von der Körperflüssigkeit des Wirts. Dabei wird diese Hämolymphe binnen fünf bis sieben Tagen verbraucht und der Pilz bildet massenhaft Sporenträger und primäre Konidien.
Kurz vor ihrem Tod landet die Fliege auf einer Oberfläche und krabbelt auf den höchstmöglichen Punkt. Das Abdomen (Hinterleib) schwillt stark an, die Beine und Flügel werden gespreizt. Durch die starke Schwellung des Abdomens ergibt sich ein klassisches Streifenmuster. Etwa ein bis zwei Stunden nach dem Tod der Fliegen werden die primären Konidien durch hohen Zellinnendruck von der Fliege weggeschleudert.
Das stark angeschwollene Abdomen ist für andere Fliegen sehr attraktiv. Die gesunden Fliegen werden sogar von toten infizierten Fliegen stärker angezogen als von lebenden gesunden (Übernormalität) und begatten diese, wobei sie sich infizieren. Neuere Forschungen haben ergeben, dass die Anziehungskraft weniger im Aussehen als in von den herausgeschleuderten Konidien verströmten Duftstoffen begründet liegt.

## Nutzung
Eine Nutzung als gezielt gegen Fliegen einsetzbares biologisches Insektenbekämpfungsmittel wird in Betracht gezogen, ein marktreifes Produkt konnte allerdings bisher noch nicht entwickelt werden.

## Belege
1. ↑  Anders Pape Moller:  A fungus infecting domestic flies manipulates sexual behaviour of its host. In: Behavioral Ecology and Sociobiology. Band 33, Nr. 6, Dezember 1993, S. 403–407. doi:10.1007/BF00170255
2. ↑  Täuschen und töten: Pilz lockt Fliegenmännchen in tödliche, tote Sexfalle. Abgerufen am 4. November 2021.